# Anne Maclaine Pont
Anna (Anne) Maclaine Pont (De Bilt, 28 augustus 1916 – Zwolle, 26 mei 1969) was in de Tweede Wereldoorlog actief in het verzet.

## Verzetsactiviteiten
Aan het begin van de oorlog studeerde Maclaine Pont kunstgeschiedenis aan de Universiteit van Utrecht. Daar leerde zij haar latere echtgenoot Frits Iordens kennen, en samen zouden zij veel verzetswerk gaan doen. Beiden werden lid van het Utrechts Kindercomité, dat Joodse kinderen uit Amsterdam hielp ontvluchten en onderbracht bij gezinnen elders in het land. Dat Maclaine Pont avontuurlijk was, blijkt uit het verhaal dat zij samen met Iordens (in SS-uniform) drie kinderen teruggehaalde die waren opgepakt op een adres in Utrecht waar het kindercomité ze had ondergebracht.
Om de activiteiten van het Kindercomité te financieren, bracht zij eind 1942 een kopie van het Het lied der achttien dooden van Jan Campert naar Geert Lubberhuizen, die het clandestien uitgaf en verspreidde. Nog tijdens de oorlog werden van het gedicht vijftienduizend exemplaren verkocht voor vijf gulden per stuk. Maclaine Pont vroeg onder meer haar nicht Ankie Stork om het gedicht te verkopen, en ook zij raakte daarop bij het Kindercomité betrokken.
In 1942 eiste secretaris-generaal Prof. Jan van Dam van het Departement van Opvoeding, Wetenschap en Kunsten de namenregisters van alle studenten aan de universiteit op. Deze registers dreigden gebruikt te worden voor tewerkstelling in Duitsland. Daarop liet Maclaine Pont zich in het Academiegebouw insluiten, haalde de sleutels uit het kantoor van de conciërge en opende de deur voor Iordens en drie andere studenten. Zij haalden de kaarten van de ingeschreven studenten uit de bakken, wachtten tot de spertijd om was, en staken de kaarten in brand. In het Academiegebouw staat een monument ter nagedachtenis aan deze daad.
In 1943 zetten Maclaine Pont en Iordens een vluchtroute uit naar Frankrijk, waarlangs neergestorte piloten in veiligheid werden gebracht. Zij trouwden op 2 augustus 1943; op 2 maart 1944 werd Iordens in het Belgische Hasselt ontdekt toen hij piloten wegbracht, en bij zijn vluchtpoging doodgeschoten.

## Na-oorlogse jaren
Na de oorlog werkte Maclaine Pont als vertaler. Zij hertrouwde met Henri Isaac Geurt Eykman (1896-1956). Op 52-jarige leeftijd overleed zij als gevolg van een auto-ongeluk.
In 2017 heeft scheidend burgemeester Bas Verkerk van Ommen voor Maclaine Pont en Iordens een postume onderscheiding voor Rechtvaardige onder de Volkeren aangevraagd bij Yad Vashem. De uitreiking vond plaats op 2 september 2021 in Ommen.